# Okręg Kolonja
Okręg Kolonja (alb. rrethi i Kolonjës) – jeden z trzydziestu sześciu okręgów administracyjnych w Albanii; leży w południowo-wschodniej części kraju, w obwodzie Korcza. Liczy ok. 14 tys. osób(w tym stosunkowo duża liczba Greków i Arumunów; dane z 2008) i zajmuje powierzchnię 805 km². Jego stolicą jest Erseka. W skład okręgu wchodzi osiem gmin. Dwie miejskie (Bashkia): Ersekë i Leskovik, oraz sześć wiejskich: Barmash, Çlirim, Mollas, Novoselë, Qendër Ersekë i Qendër Leskovik.
Inne miasta: Leskovik.